# Lantanopsis
Lantanopsis là một chi thực vật có hoa trong họ Cúc (Asteraceae).

## Loài
Chi Lantanopsis gồm các loài: